# Puissance isotrope rayonnée équivalente

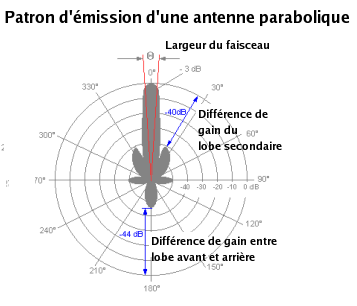
Diagramme d'antenne.

Dans un système de communication radio la puissance isotrope rayonnée équivalente (PIRE) EIRP en anglais,  est définie dans la direction de l'antenne où la puissance émise est maximale : c'est la puissance qu'il faudrait appliquer à une antenne isotrope pour obtenir le même champ dans cette direction.
Pour une antenne connectée directement à l'émetteur :
PIRE [dBm] = puissance électrique appliquée à l'antenne [dBm] + gain de l'antenne [dBi]
PIRE [W] = puissance électrique appliquée à l'antenne [W] x gain de l'antenne
Pour une installation incluant le câble de liaison :
PIRE [dBm] = puissance de transmission [dBm] – pertes dans les câbles et connecteurs [dB] + gain de l'antenne [dBi]
Généralisation : la PIRE d'un objet rayonnant, dans une direction donnée quelconque, est la puissance qu'il faudrait appliquer à une antenne isotrope mise à la place de cet objet, pour avoir le même niveau de rayonnement dans cette direction.

## Quelques définitions
Calcul de la puissance en dBm
{\displaystyle dBm=10\cdot \log _{10}\left({\frac {Puissance}{1mW}}\right)}
{\displaystyle dBW=10\cdot \log _{10}\left({\frac {Puissance}{1W}}\right)}

## Application
En réception TV satellite pour déterminer le facteur de mérite (G/T) d'une antenne 11/12 GHz en fonction de l'indication dBw, des paramètres de modulation et de marge-pluie souhaitée.
Se référer aux abaques et tableaux de correspondance spécialisés exprimant plutôt le diamètre d'une parabole.